# TV Cidade (Itaúna)
TV Cidade é uma emissora de televisão brasileira localizada no município de Itaúna, Minas Gerais. Foi fundada em agosto de 1997 e é afiliada à TV Brasil. No município o sinal é transmitido no canal 45.1.

## Controvérsias
Em 2005, o canal acabou sendo fechado pela Agência Nacional de Telecomunicações (ANATEL) por ter descumprido a lei que proíbe retransmissoras de exibir ou produzir propagandas publicitárias. Dois de seus clientes eram a câmara municipal da cidade e a prefeitura. Como sendo apenas uma retransmissora, o material deveria ser gerado e levado a sua emissora sede para ser veiculado pela TVI e retransmitida pela TV Cidade.
Em 2014, foi anunciado no jornal oficial da cidade que nos três primeiros meses do ano, o canal foi quem mais recebeu verbas de empresas oficias, como órgãos públicos e da empresa público-privada de água e esgoto da cidade, Serviço Autônomo de Água e Esgoto (SAAE).
Em 2017, com o fim do sinal analógico de TV na cidade, A TV Cidade se desfiliou da TVI e tornou-se geradora.